# Lazy Jay
Lazy Jay is een Vlaams muzikaal duo, bestaande uit de gebroeders Jef (ook bekend als Basto!) en Toon Martens. Het duo kreeg bekendheid door hun samenwerking met de Amerikaanse rapper Azealia Banks, waarmee ze het nummer 212 maakten. Dat nummer bestond uit een sample van Float My Boat, een track van Lazy Jay, die de rapster zonder toestemming had gebruikt. Uiteindelijk sloten de broers en Azealia Banks een deal.
Daaropvolgens produceerde het duo Scream & Shout, een single van Black Eyed Peas-frontman Will.i.am, samen met Britney Spears. De nieuwe track kwam tot stand nadat de broers een plaat pitchten bij de Amerikaanse producer Jean-Baptiste, die onder meer samenwerkte met artiesten zoals Nicki Minaj en Madonna.
De broers groeiden op in Hoogstraten.

## Discografie

### Singles
| Single met hitnotering(en) in de Vlaamse Ultratop 50 | Datum van verschijnen | Datum van binnenkomst | Hoogste positie | Aantal weken | Opmerkingen |
| ---------------------------------------------------- | --------------------- | --------------------- | --------------- | ------------ | ----------- |
| On the rocks                                         | 2013                  | 15-06-2013            | 36              | 1*           |             |